# Макбин, Джек
Джон Лукас «Джек» Макбин (англ. John Lucas "Jack" McBean; родился 15 декабря 1994 года в Лос-Анджелесе, Калифорния, США) — американский футболист, нападающий.

## Карьера

### Клубная
Макбин официально подписал контракт с «Лос-Анджелес Гэлакси» в апреле 2011 года в возрасте 16 лет и стал самым молодым игроком, который подписал контракт с калифорнийцами.
В сезоне 2011 Макбин играл под 32-м номером.
Джек дебютировал за «Гэлакси» в товарищеском матче против «Манчестер Сити» 24 июля 2011 года, выйдя на замену на 66-й минуте вместо Мигеля Педро Лопеса. Газета The Los Angeles Times после матча отметила, что он «угрожал воротам», в то время как в Fox Sports заявили, что он быстро вошёл в игру. Матч закончился со счётом 1:1, но по пенальти выиграл «Манчестер Сити» 7:6. Макбин не забил пенальти, его удар отбил Джо Харт. 23 октября 2011 года Джек сыграл свою первую игру в MLS против «Хьюстон Динамо» и отметился в ней забитым голом.
Сезон 2014 Макбин провёл в фарм-клубе «Лос-Анджелес Гэлакси II», в который по окончании сезона перешёл на постоянной основе.
В июне 2016 года Макбин вернулся в основную команду «Лос-Анджелес Гэлакси».
19 августа 2016 года «Лос-Анджелес Гэлакси» отдал Макбина в пятимесячную аренду в клуб Первой английской лиги «Ковентри Сити». Его дебют за клуб состоялся 6 ноября в матче первого раунда Кубка Англии против «Моркама».
По окончании сезона 2017, 27 ноября «Лос-Анджелес Гэлакси» объявил, что не продлит контракт с Макбином, но 14 декабря он был обменян в «Колорадо Рэпидз» на пик четвёртого раунда Супердрафта MLS 2019. За денверский клуб он дебютировал 20 февраля в первом матче 1/8 финала Лиги чемпионов КОНКАКАФ 2018 против «Торонто». 12 мая в матче против «Нью-Йорк Ред Буллз» он забил свой первый гол за «Рэпидз». По окончании сезона 2018 «Колорадо Рэпидз» не продлил контракт с Макбином.

### Карьера в сборной
Макбин играл за сборную США до 17 лет на чемпионате мира и турнире КОНКАКАФ, где сборная США заняла первое место.
Макбин имеет право выступать как за сборную США, так и за сборную Шотландии, поскольку имеет шотландские корни. В июне 2011 года тренер сборной Шотландии Крейг Левейн подтвердил, что он поручил своему главному скауту, Майклу Оливеру, продолжить диалог с игроком и его родителями, чтобы определить, за какую страну он хочет играть.